# Micarea mutabilis
Micarea mutabilis är en lavart som beskrevs av Coppins & Kantvilas. Micarea mutabilis ingår i släktet Micarea och familjen Pilocarpaceae.   Inga underarter finns listade i Catalogue of Life.